# NGC 6041
NGC 6041 é uma galáxia elíptica na direção da constelação de Hercules. O objeto foi descoberto pelo astrônomo Edouard Stephan em 1870, usando um telescópio refletor com abertura de 31,5 polegadas. Devido a sua moderada magnitude aparente (+13,4), é visível apenas com telescópios amadores ou com equipamentos superiores.